# 쟝쩐위
쟝쩐위(중국어 간체자: 姜贞羽, 정체자: 姜貞羽, 병음: Jiāng Zhēnyǔ, 한자음: 강정우, 영어: AiSling Jiang), 또는 류야오신(중국어 간체자: 刘垚昕, 정체자: 劉垚昕, 병음: Liú Yáoxīn, 한자음: 류요흔, 1996년 12월 30일 ~ )은 중국의 배우이자 무용가, 가수이다. 소속사는 GRAMARIE이다. 팬덤명은 「생강차」 (姜茶)이며, 상징색은 「피치 골드」 (蜜桃金)이다.  

## 생애
1996년 12월 30일, 쟝쩐위는 중국 윈난성 자오퉁시에서 태어났다. 쟝쩐위의 아버지는 쟝쩐위가 8세 때의 나이로 안타깝게 세상을 떠났다. 그래서 쟝쩐위는 어머니의 성을 따라가기로 했지만, '야오(垚)'라는 글자 자체가 너무 알아보기 힘들어 비행기 표를 구매할 때마다 낯선 이름의 글자 때문에 자주 탑승 거부가 되어 다시 돌아가야 하는 경우가 잦았다. 데뷔 이후에 쟝쩐위는 '쟝(姜)'씨로 다시 이름을 개명하며, 아버지의 성을 그대로 따라가기로 했다.
2008년, 11세의 나이에 혼자 가족 곁을 떠나 먼 타지의 베이징 국제 예술 학원에서 중국 전통 중국무를 배웠다. 2014년, 쟝쩐위는 중앙희극학원과 베이징 무도학원에 최종 합격되었으며, 두 학교에서 '1위'라는 성과를 얻어 인터넷에서 많은 관심을 모았다. 이로 인해 많은 소속사와 방송사에서 스카웃 제의가 들어오기도 했을 정도. 이후, 쟝쩐위는 중앙희극학원을 최종 선택하여 대학교에 입학하였다.

## 내력
2015년, 중앙희극학원에서 학업 생활을 하던 쟝쩐위는 프랑스의 영화 감독 '장-클로도부라트(Jean-ClaudeBourlat)'에게 중국과 프랑스 공동 제작한 영화 《개왕운적남단》 (开往云的南端)의 메인 주연으로 캐스팅 되었다.
2016년 5월 11일, 촬영을 끝 마친 영화가 제69회 칸 영화제에서 정식으로 상영되어, 쟝쩐위의 첫 작품이 되었다.
2018년, 동영상 플랫폼 사이트 망고TV의 청춘 하이틴 웹드라마 《니호, 대방변우》 (你好，对方辩友)에 출연하였다. 극 중의 역할은 '손청(孙晴)'이다. 활발하고 사랑스러움 넘치는 문과 대학의 토론 팀 주장이다.
2019년, 진용 선생의 동일한 소설의 제목을 가진 소설을 각색하였다고 알려진 무협 웹드라마 《설산비호》 (雪山飞狐)의 메인 주연으로 캐스팅 되었다. 10월 13일, 동영상 사이트 플랫폼 아이치이의 사극 무협 멜로 시트콤 웹드라마 《련련강호》 (恋恋江湖)에 출연하였다. 극 중의 역할은 '우성우(于盛优)'이다. 활력이 충만하고, 아름답고 솔직한 낙천적인 강호 소녀이다.
2020년 5월 2일, 동영상 사이트 플랫폼 텐센트 비디오에서 주최한 걸그룹 결성 프로젝트 서바이벌 프로그램 《창조영 2020》에 참가하였다. 6월 19일, 부상으로 인해 프로그램에서 하차하였다. 7월 4일, 프로그램을 끝마쳤다.

## 음악 작품

### OST
| 발매일          | 제목                                              | 싱글 정보 | MV | 각주                                   |
| 2019년 11월 8일 | 《시간을 허비하며》 (荒废时光) (Time Slipping By) | - 작사: 장펑펑(张鹏鹏) - 작곡: 우슈팅(吴姝霆) - 편곡: 청티엔위(程天禹) - 프로듀서: 류슈오(刘硕) - 레이블: 위너 뮤직(华纳音乐) |    | 드라마 《련련강호》 (恋恋江湖) 삽입 곡 |

### 《창조영 2020》 공연 리스트
| 발매일          | 자료 | 각주       |
| 2020년 5월 2일  | 《네가 제일 제일 제일 중요해》 (你最最最重要) - 설명: 프로그램 공식 주제가 - 원곡자: 프로그램 참가자 전원                                                  |            |
| 2020년 5월 2일  | 《16 Shot》 - 설명: 첫 평가 개인 무대 - 원곡자: Stefflon Don                                                                                               | 제1화 (上) |
| 2020년 5월 3일  | 《오독》 (五毒) - 설명: 첫 평가 팀 무대 - 원곡자: N2V - 그룹 구성원: 위엔지아이, 리청시, 투즈잉, 쑨루루                                                    | 제1화 (下) |
| 2020년 5월 16일 | 《시크한 아가씨》 (潇洒小姐) - 설명: 팀 배틀 평가 - 원곡자: 샤오야쉬엔(萧亚轩) - 그룹 구성원: 정쉬에야오, 린쥔이, 아오신이, 수루이치, 슈이링, 시린나이까오 | 제3화 (上) |
| 2020년 5월 31일 | 《시간》 (时候) - 설명: 포지션 평가, 센터 - 原唱者：수윈잉(苏运莹) - 그룹 구성원: 류셰닝, 캉시, 후지아신, 셰안란 - 결과: 1위, 현장 115표 획득              | 제5화 (下) |

## 영상 작품

### 드라마
| 방영일           | 방송사   | 제목                                                        | 배역                         | 각주 |
| 2019년 4월 15일  | 망고TV   | 《니호, 대방변우》 (你好，对方辩友) (Hello Debate Opponent) | 손청 (쑨칭) (孙晴)           |      |
| 2019년 10월 30일 | 아이치이 | 《련련강호》 (恋恋江湖) (Lovely Swords Girl)                | 우성우 (위셩요우) (于盛优)   |      |
| 미정             | 아이치이 | 《설산비호》 (雪山飞狐)                                     | 묘약란 (먀오루오란) (苗若兰) |      |

### 영화
| 개봉일          | 제목                                                                                  | 배역 | 각주 |
| 2016년 5월 11일 | 《개왕운적남단》 (开往云的南端) (Le Voyage des lumières) (Southern Edge of the Cloud) |      |      |

### 프로그램
| 일시                    | 방송사        | 제목                                | 각주                   |
| 2020년 5월 2일－7월 4일 | 텐센트 비디오 | 《창조영 2020》                     | 참가자 6월 19일에 하차 |
| 2020년 7월 31일         | 후난위성TV    | 《원기만만적가가》 (元气满满的哥哥) | 게스트                 |